# ポケットカメラ

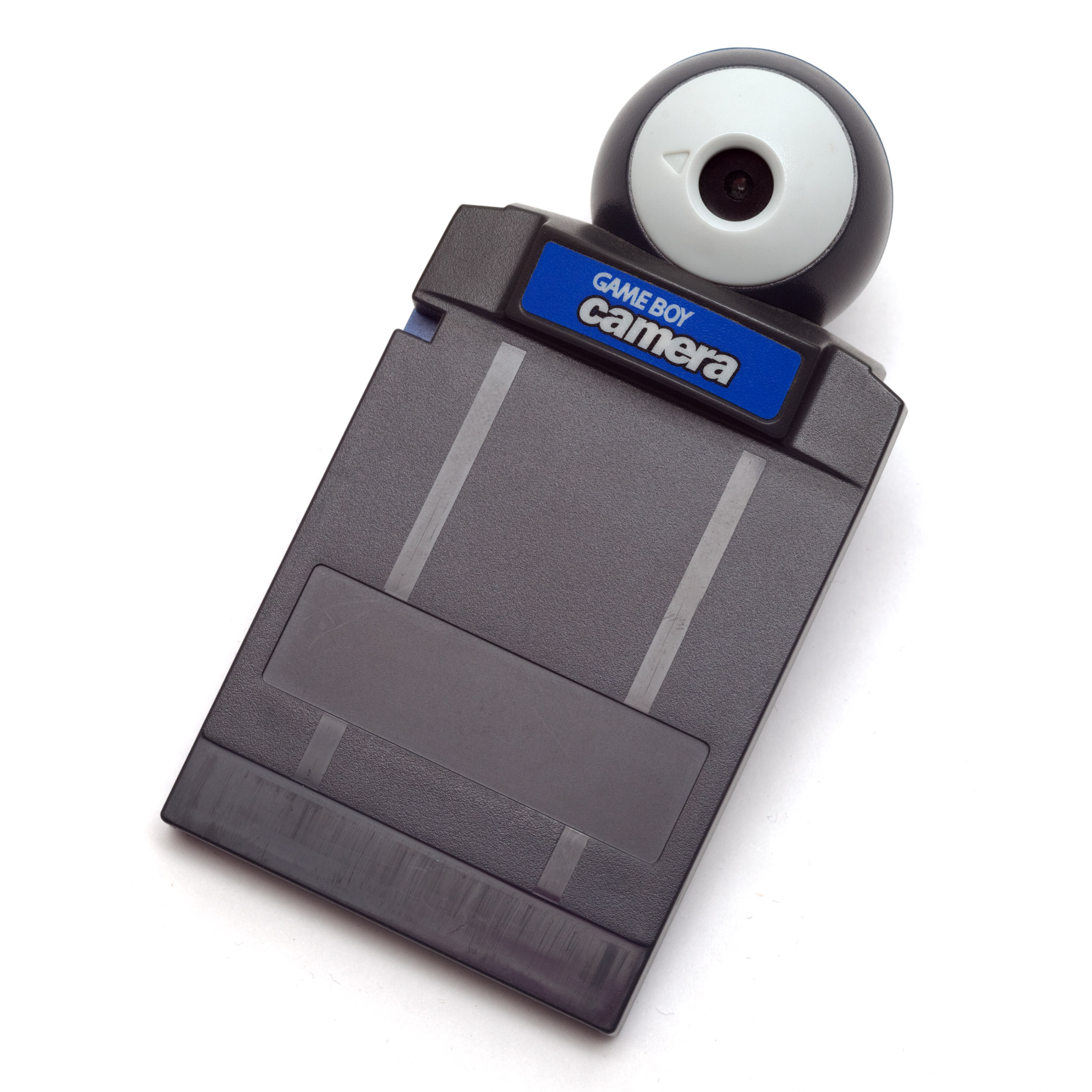
海外版「Game Boy Camera」

ポケットカメラ（Pocket Camera、海外名：Game Boy Camera）は、1998年2月21日に任天堂から発売されたゲームボーイポケットの周辺機器。ゲームカートリッジにデジタルカメラが付いている。
また、撮影画像を印刷する周辺機器「ポケットプリンタ」も同時発売された。これは専用の感熱式ロール紙を使うもので、裏面に糊の付いたシールとなっているため、カメラと組み合わせてプリクラのように使うことも可能である。さらに、ポケットカメラ以外にもいくつかのソフトに対応している。

## 機能
「MGB-006」の型番のためゲームボーイポケット(MGB-001)の周辺機器扱いだが、カートリッジであるためゲームボーイアドバンスまでのゲームボーイシリーズの機器で動作させることができる。
画像はモノクロで解像度も荒いが、以下のようなカメラメーカー製のデジタルカメラとは一味違う機能を搭載している。
カメラ
目玉のようなカメラ部分が上に飛び出した形状になっていて、カメラ部分は「自撮り」用に手前に向けて180°回転させることができる。セルフタイマー、疑似的なパノラマ撮影を行う機能も搭載。
スーパーゲームボーイで起動すると専用のフレームが用意されているものの、カラー撮影はできず表示はモノクロとなる。ゲームボーイカラー・ゲームボーイアドバンスも同様で、こちらは画面がセピアに近い配色表示となる。
画像編集
撮影した画像に十字キーを使ったフリーハンドで書き込めるペイント機能
内蔵のキャラクター（ポケモンなど）を書き加えるスタンプ機能、枠を選択できるフレーム機能
複数の写真から一部ずつ取り出して一枚の写真に合成するモンタージュ機能
撮影画像を内蔵ゲームのキャラクタとして使用する機能
音楽編集
本作のディレクションならびにサウンドプログラムは田中宏和が行い、本格的な音楽編集機能が収録されている。

### ミニゲーム
ミニゲーム用に顔のみ撮影するモードがあり、それで撮影された顔の画像が反映される。
スペースフィーバーII
かつて任天堂がリリースした『スペースフィーバー』の続編と推測される。後述する『顔ボール』『DJ（作曲モード）』『RUN!RUN!RUN!』はここから選ぶようになっている。
基本的には3ステージであり、3ステージ目で撮影した顔画像がボスとして登場。
顔ボール
ゲーム&ウオッチの『ボール』のポケットカメラバージョン。撮影された顔の画像で遊べる。BGMは『マイム・マイム』が使用されている。
DJ（作曲モード）
DJとなって、簡易的なDTMによる作曲ができる。作った曲でDJ的なプレイも可能。ある程度の知識があると作曲しやすい。
非公認ではあるが、この作曲モードを元に海外で作られたGBで行う作曲ソフト『Nanoloop』が個人の手で製作されている。
RUN!RUN!RUN!
かけっこのゲームであり、ABボタンを交互に連打する『ハイパーオリンピック』と似たシステム。他にもバタバタ（ジャンプ）して障害を乗り越えてゴールをめざす。
最初は『スペースフィーバーII』でのセレクトには出てこない、隠しミニゲーム扱い。

## 沿革
- 1997年11月21日 - 『ポケットカメラ』、『ポケットプリンタ』を1998年2月21日に発売することを発表[3]。
- 1998年2月21日 - 『ポケットカメラ』、『ポケットプリンタ』発売[4]。

## 仕様
- 型名：MGB-006
- センサー方式:CMOSイメージセンサー

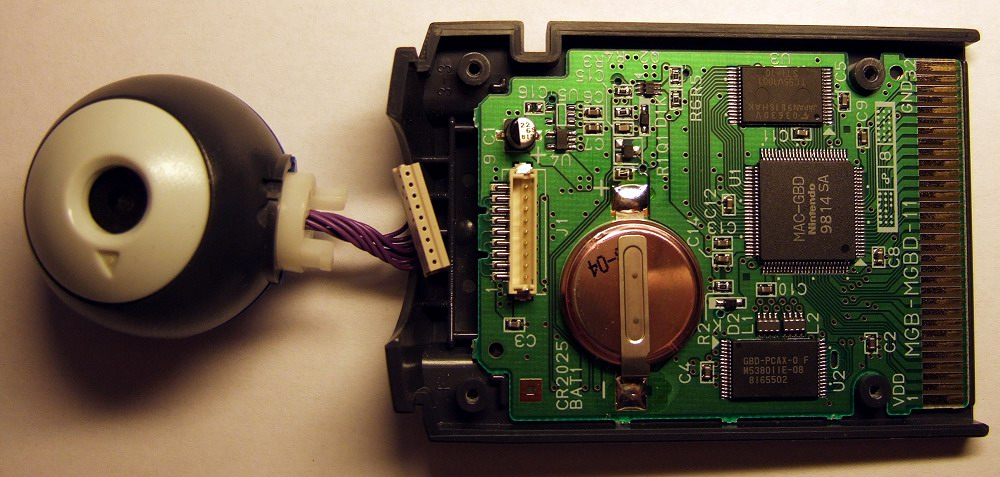
本体基板

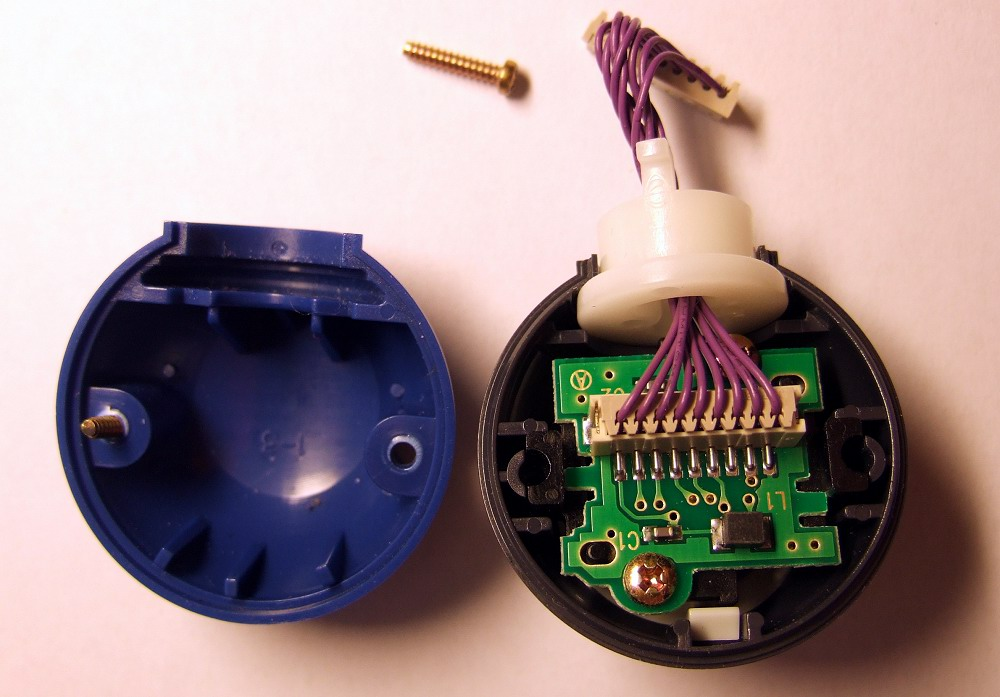
カメラ基板

- 消費電力：DC 5V 45mW （ゲームボーイ本体より供給）
- 被写界深度：20cm - ∞
- 画素数：14336（縦112×横128）画素 モノクロ4階調
- 使用温度範囲：10 - 40℃
- 使用湿度範囲：20 - 80%
- 本体寸法：幅57mm×高さ111mm×奥行き37mm
- 本体重量：約55g

## CM
前期のテレビCMには中山エミリが出演し、後期のテレビCMにはB.B.WAVESが出演した。
中山エミリが出演したものは2種類あり、中山もしくはナレーターが「世界ではじめてのあそべるカメラ」とアピールするものだった。

## その他
- ニール・ヤングのアルバム『シルヴァー・アンド・ゴールド』のジャケット写真はポケットカメラで撮影された写真を使用している[5][6]。
- 月刊コロコロコミックとタイアップした「コロコロコミックバージョン」のポケットカメラも非売品として存在しており、撮影画像用フレームに当時掲載されていた『学級王ヤマザキ』『爆走兄弟レッツ&ゴー!!』のフレームが追加されている。ちなみにこの二つのフレームは通常のポケットカメラにも実装されているが、フレーム選択では呼び出せない様に設定されている。コロコロ版との画像交換で二種のフレームを使用した画像を受け取った際に呼び出すものとみられる。
- 当時のゲームボーイの可能性を模索する目的のひとつとして「ゲームボーイをテレビにする実験」が行われており、その実験の応用でポケットカメラが生まれたといわれている。
- エラー画面の落書きされた画像の人物はスタッフであり、普通に撮影したスタッフの写真に落書きしたものを取り込んでいる。画像は3種類あるが、うち2種類は日本語版と海外版とで画像が異なっている。
- スタッフロールのBGMは、『MOTHER』のティンクル小学校内で流れるBGMのアレンジである。歌詞が存在し、ポケットカメラでは歌詞の一部をある方法で見る事が可能なほか、小学館発売の公式ガイドブック『ポケットカメラスーパーバイブル』に楽譜と歌詞が掲載されている。
- スタンプには、『ポケットモンスター』のポケモンのグラフィックが用意されており、一部『青』からのグラフィックが使われている。ピカチュウのみ『赤・緑・青・ピカチュウ』では使われていないグラフィックになっている。
- 収録されている楽曲には、ポケットカメラ発売当時は日本では発売されていなかった『バルーンファイトGB』からのいくつかの曲が使われている。なお、やや原曲とはアレンジが異なるものもある。